# 小行星4921
小行星4921（英語：4921 Volonte）是一颗围绕太阳公转的小行星。1980年9月29日，茲丹卡·瓦弗洛娃在克列特发现了此天体。
这颗小行星的绝对星等为145.1343133641072等。